# Maja Beskow
Nanna Maria Kristina (Maja) Beskow, född 15 november 1877 i Öregrund, död 9 februari 1964 i Umeå, var en svensk teckningslärare.

## Biografi

### Tidiga år och bakgrund
Maja Beskow – ej att förväxla med författaren med samma namn (född 1899) – var dotter till sjökaptenen Johan Edvard Beskow (1841–1913) och Hilda Lind (1846–1914). Familjen flyttade i mitten av 1870-talet till Stockholm, där släktingen Gustaf Emanuel Beskow var präst. Författaren Elsa Beskow var gift med en avlägsen släkting till Maja Beskow.
Efter grundutbildning vid Högre allmänna läroverket för flickor på Södermalm i Stockholm åren 1886–1894 studerade Beskow åren 1897–1899 till teckningslärare vid Tekniska skolan i Stockholm och tog examen vid Högre Konstindustriella avdelningens lärarinnekurs. Därefter genomgick hon slöjdutbildning vid Nääs Slöjdlärarseminarium i Västergötland.

### Karriär
Hösten 1900 tog hon sig med m/s Uman till Umeå för ett vikariat i teckning och välskrivning vid Umeå högre allmänna läroverk, som vid den tiden bara var öppet för manliga elever. Tre år senare dog den ordinarie läraren, och trots rektors avrådan sökte Maja Beskow tjänsten, som hon – med kung Oscar II:s nådiga tillstånd – fick på dispens. Inte förrän höstterminen 1923 tilläts kvinnliga lärare och elever vid läroverken. De första flickorna släpptes dock inte in i den manliga gymnasieföreningen, vilket fick Beskow att 1925 ta initiativ till bildandet av den kvinnliga gymnasieföreningen Orbis. Genom yrket engagerade hon sig också i Teckningslärarnas Riksförbund (TR), där hon var styrelsemedlem från starten 1914.
Med hjälp av stipendier för vidareutbildning – från bland annat Överstyrelsen för rikets allmänna läroverk – reste Beskow 1914 bland annat till Danmark, Schweiz, Holland, Tyskland och Italien.
Maja Beskow undervisade vid läroverket från 1903 fram till förtidspensioneringen 1937, som sannolikt orsakats av arsenikhaltiga ångor från läroverkets innerväggar . Bland hennes elever märks formgivaren Stig Lindberg, konstnärerna Kjell Rosén och David Wretling samt fotografen Bertil Ekholtz.
Genom sitt engagemang i Evangeliska fosterlandsstiftelsen (EFS) lärde hon känna den tjugo år äldre Juliana (Julia) Byström (1857–1946), som var lärarinna vid elementarläroverket för flickor. De kom att bo tillsammans från 1912 till Julia Byströms död.
Beskow var också aktiv i det lokala föreningslivet. 1905 var hon en av grundarna till föreningen Sjömännens vänner och drivande bakom sjömanshemmet i Holmsund som inrättades 1943. Hon var också en av initiativtagarna till bildandet av Umeås första scoutkår, KFUK, 1910. Personligt engagerad i de dövas "sak" lärde hon sig redan som ung teckenspråk, och grundade tillsammans med lärarinnan Jenny Norberg Västerbottens dövstumsförbund. 
Maja Beskow var också verksam som akvarellist och amatörfotograf; hennes bilder finns representerade på Västerbottens museum. Hon har också lämnat efter sig ett digert material av anteckningar, brev, elevarbeten och egna målningar (totalt 4,4 hyllmeter) till Folkrörelsearkivet i Västerbotten.
Maja Beskow ligger begravd på Västra kyrkogården i Umeå.

## Eponymi
Maja Beskow har fått ge namn åt den kombinerade högstadie- och gymnasieskola som efter renovering invigdes 2019 under namnet Maja Beskowsskolan. Skolan – som invigdes 1957 som Umeå högre allmänna läroverk – har även kallats Östra gymnasiet och Fridhemsgymnasiet.